# Aphanotrigonum darlingtoniae
Aphanotrigonum darlingtoniae är en tvåvingeart som först beskrevs av Jones 1916.  Aphanotrigonum darlingtoniae ingår i släktet Aphanotrigonum och familjen fritflugor.
Artens utbredningsområde är Kalifornien. Inga underarter finns listade i Catalogue of Life.